# Apokoinu
Das Apokoinu [apokɔi̯ˈnuː] (aus altgriechisch ἀπὸ κοινοῦ apo koinou, deutsch ‚vom Gemeinsamen‘) ist ein rhetorisches Stilmittel der Worteinsparung ähnlich der Ellipse, der Syllepse und dem Zeugma. Es ist eine Form der Brachylogie. Bei dieser syntaktischen Konstruktion wird ein Teil (Wort oder Satzteil) eines Satzes zugleich auf zwei andere Teile bezogen. Das heißt, der gemeinsame Teil der Konstruktion – das Koinon – ist den beiden Teilkonstruktionen gleichermaßen zu eigen. Für gewöhnlich steht das Koinon in einer Mittelstellung und bezieht sich auf den vorlaufenden und auf den nachfolgenden Text.
In der antiken griechischen und römischen Dichtung sind Apokoinus recht häufig zu finden, auch in mittelhochdeutschen Texten ist es üblich. Ein bekanntes Beispiel ist der Anfang des Nibelungenliedes in der Bearbeitung „C“:
Uns ist in alten mæren wunders vil geseit

von helden lobebæren, von grôzer arebeit,

von freuden, hôchgezîten, von weinen und von klagen,

von küener recken strîten muget ir nu wunder hœren sagen.
Hier ist das Koinon „von helden […] strîten“: Sowohl der Abschnitt „Uns ist … vil geseit von helden … strîten.“, als auch der Abschnitt „Von helden … strîten muget ir … hœren sagen.“ ergeben jeweils einen vollständigen Satz.
Im folgenden Beispiel aus Friedrich Schillers Wilhelm Tell (3. Akt, 1. Szene, „Walthers Lied“, 3. Strophe) wird das Koinon Das ist seine Beute nur einmal realisiert, bezieht sich aber auf die Teilsätze der beiden umschließenden Verse gleichermaßen:
Ihm gehört das Weite,

Was sein Pfeil erreicht,

Das ist seine Beute,

Was da kreucht und fleugt.
Zur Erläuterung die beiden Aussagen herausgezogen:
1. Was sein Pfeil erreicht, das ist seine Beute.
2. Das ist seine Beute, was da kreucht und fleugt.

Als Flüchtigkeitsfehler tritt das Apokoinu manchmal in der gesprochenen Sprache auf, z. B. „Wir trinken jetzt Kaffee mit Marina ist aufgestanden.“